# 1652 en musique classique
| \| • Retour à la chronologie générale de la musique classique • \| |
| Grèce • Rome • Haut Moyen Âge • VIIIe siècle • IXe siècle • Xe siècle • XIe siècle XIIe siècle • XIIIe siècle • XIVe siècle • XVe siècle • XVIe siècle • XVIIe siècle XVIIIe siècle • XIXe siècle • XXe siècle • XXIe siècle |
| • Retour à la chronologie générale de la musique classique • |

| Années en musique classique : 1649 - 1650 - 1651 - 1652 - 1653 - 1654 - 1655    |
| Décennies en musique classique : 1620 - 1630 - 1640 - 1650 - 1660 - 1670 - 1680 |

## Événements
- La Rhétorique des dieux, de Denis Gaultier.
- Cantica Sacra, de Henry Du Mont.
- Concert de Johann Jakob Froberger à Paris.
- Lully dirige la « bande des petits violons », créée pour lui.
- Lully participe à La Mascarade de la foire Saint-Germain.

## Naissances

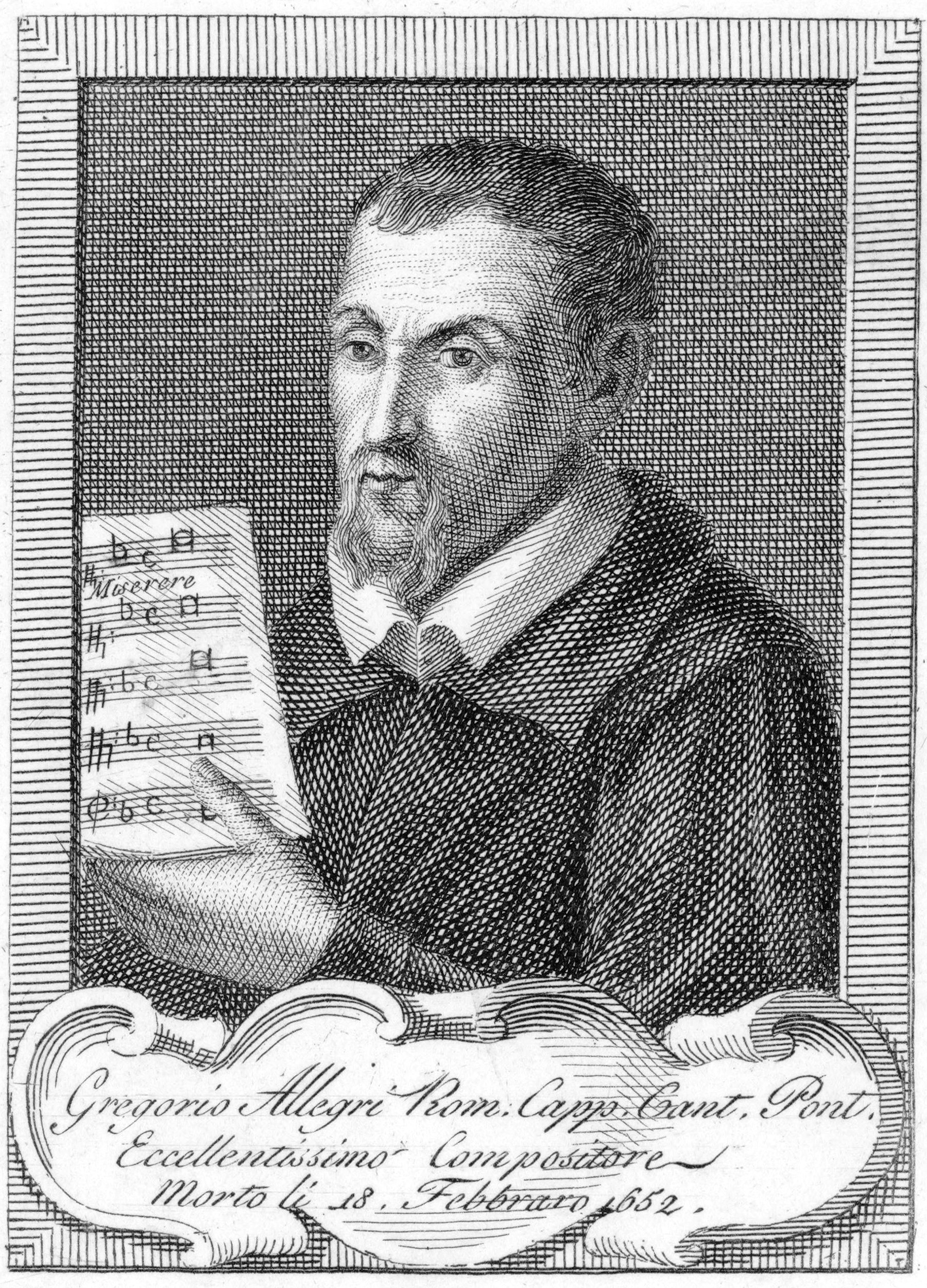
Gregorio Allegri

- 12 janvier : Ferdinand Fischer, luthiste et compositeur autrichien († 13 décembre 1725).
- 21 janvier : Sébastien Huguenet, violoniste français († 27 février 1721).
- 14 mai : Johann Philipp Förtsch, compositeur allemand († 14 décembre 1732).
- 12 juin : Antonio Foggia, compositeur et maître de chapelle italien († 4 juin 1707).

Date indéterminée :
- Carlo Sigismondo Capece, dramaturge et librettiste italien († 1728).
- André Danican Philidor, compositeur et musicien français († 11 août 1730).

Vers 1652 :
- Diego de Xáraba y Bruna, compositeur et organiste espagnol († vers 1716).

Avant 1652 :
- Aurelio Aureli, librettiste italien († après 1708).

## Décès
- 17 février : Gregorio Allegri, compositeur italien (° 1582).
- 16 septembre : Dirk Janszoon Sweelinck, organiste et compositeur néerlandais (° 26 mai 1591).

Date indéterminée :
- Guilielmus Munninckx, compositeur flamand (° 1593).

Vers 1652 :
- Andreas I Ruckers, facteur de clavecins flamand (°  30 août 1579).